# Apamea helva
Apamea helva là một loài bướm đêm thuộc họ Noctuidae. Nó được tìm thấy ở New Brunswick tới Georgia, phía tây đến Oklahoma và Colorado, phía bắc đến Saskatchewan.
Sải cánh dài 35–41 mm. Con trưởng thành bay từ tháng 7 đến tháng 9 tùy theo địa điểm.
Ấu trùng ăn nhiều loại cỏ.